# MAC Cosmetics
MAK Kozmetika, stilizovan kao M · A · k, je proizvođač kozmetike koju su osnovali u Torontu, Kanada 1984. godine Frenk Toskan i Frenk Anđelo. Sedište kompanije je u Njujorku i postalo je deo Este Loder kompanija 1998. godine. MAK je akronim za Mejkap Art Kozmetiks.

## Pozadina
Tokom svog rada kao fotograf i šminker, suosnivač Frank Toskan je shvatio nedostatak odgovarajućih boja i tekstura potrebnih da bi se maksimizirale performanse i rezultat šminke za ove industrije. Dalje, shvatio je koliko su ograničeni konvencionalni proizvodi u kozmetičkoj industriji odgovorili na potrebe moderne žene. Po prvi put je adresirana etnička pripadnost u šminki. Toskan je počeo da proizvodi tržišnu nišu u svetu šminke. Porodica se udružila, uključujući šogora i hemičara Viktora Kasela. Franci su kreirali brend koji je bio “od strane šminkera za šminkere.” Oni su takođe bili poznati po stvaranju mnogih živih i bogatih boja, za svaki ton kože, fokusirajući se na tamnije tonove kože. MAK je veoma brzo kultivisao sledeće kako na modnom tako i na maloprodajnom tržištu, i bio je odgovoran za stvaranje mnogih trendova. Prvobitno prodat isključivo na BAI-u u Kanadi, brzo se proširio na Henri Bendela u Njujorku. Robne kuće Nordstrom dočekale su brend uskoro nakon što su MAK-ov prvi pohod na masovno severnoameričko maloprodajno tržište Saks, Maki's, Dillard's i Blumingdejl ubrzo sledile, kao i na desetine samostalnih trgovina u vlasništvu MAK-a. Nezahvalna podrška slavnih ličnosti bila je ključna za uspeh MAK-a jer su Madona, Maraja Keri, princeza Dajana, Linda Evanđelista, Naomi Kembel, Šer i Dženet Džekson prihvatile ovaj novi svet šminke. MAK nastavlja da bude lider u kreativnim kozmetičkim inovacijama širom sveta.
Proizvodi kompanije prvobitno su bili namenjeni profesionalcima za šminku, ali se prodaju direktno potrošačima širom sveta. Frenk Toskan je izjavio da je "prvi put proizveo šminku za modele, ali onda su modeli željeli ovu šminku za svoje sestre, prijatelje i tako dalje ...". Danas, brend nastavlja da radi sa profesionalcima u modnoj reviji: "Od brenda niša [uglavnom za fotografiju ili film], MAK je postao globalni brend."
Devedesetih godina, brend je imao preko stotinu prodavnica širom sveta, zarađujući 200 miliona franaka. Razvoj brenda na međunarodnom nivou, otvaranje novih prodajnih mesta i adaptacija proizvodnih linija prilagođenih svakom kontinentu, ostavili su malo vremena osnivačima da kreiraju nove proizvode. Kompanija Este Loder je 1994. godine preuzela kontrolu nad 51% akcija MAK Kozmetike i počela je da upravlja poslovnim ciljem  dok su dva osnivača zadržala kreativnu kontrolu. 1997. godine, suosnivač Frenk Anđelo je umro od srčanog zastoja tokom operacije u godini od 49 godina. Tada je MAK imao prihod od 250 miliona dolara, koji se udvostručio deset godina kasnije. Este Loder Ink. je dovršila akviziciju 1998. godine, a Frenk Toskan je odlučio da proda svoje preostale deonice ubrzo nakon toga pre nego što je napustio kompaniju na kraju iste godine.
MAK Kozmetika je proglašen jednim od tri najveća globalna brenda, sa godišnjim prometom od preko milijardu dolara i 500 nezavisnih prodavnica, sa preko trideset prodavnica u Francuskoj. Sve prodavnice vode profesionalni šminkeri. MAK je zvanična marka šminke, koja se koristi za stvaranje šminke za filmske glumce. Najpopularniji proizvodi brenda su Studio Fik Fluid i Rubi Vu ruž za usne.
U septembru 2012. godine MAK Kozmetika lansirao je u Indiji prvo kolekciju "MAK Selena" u saradnji sa imanjem Selene Kuintanila Perez. Peticija na sajmu Čejndž.org predložila je ideju o ovoj saradnji sa MAK Kozmetikom. Selenina sestra, Suzete Kuintanilla, radila je sa MAK-om da bi stvorila savršenu kolekciju koja je zaista predstavljala Selenu. Kolekcija se rasprodala za nekoliko sati, ne samo kod MAK prodavnica, već i kod drugih trgovaca koji su nosili kolekciju kao što su Nordstrom, Blumingdejls i Maki's. Obožavatelji su satima stajali u redu da se dočepaju kolekcije, ali neki su otišli praznih ruku. Zbog velike potražnje za ovom kolekcijom, MAK je obnovio kolekciju u decembru 2016. godine. Njena posthumna saradnja sa MAK Cosmetics-om postala je najprodavanija kolekcija slavnih u istoriji kozmetike.
U maju 2017. MAK Kozmetika je postala dostupna za kupovinu na internetu u Olta Bjuti. Proizvodi su postali dostupni u prodavnicama u junu 2017. godine.
24. avgusta 2017. godine, MAK Kozmetika je objavila da će kolekcija koja se bavi imanjem pokojne pevačice Alija biti dostupna u leto 2018. godine. Službeni datum izlaska za kolekciju "MAK Alija" biće dostupan 20. juna na internetu i 21. jun u prodavnicama. Pored MAK kolekcije, MAK i i-D Magazine su se udružili da izdaju kratki film pod nazivom "A-Z of Aaliiah" koji će se poklopiti sa lansiranjem.
U maju 2018, Sefora je objavila da će nositi MAK Kozmetiku u svojim trgovinama.

## Proizvodi
MAK distribuira širok asortiman proizvoda za dnevne potrošače, kao što su senke, ruž za usne, sjajilo za usne, korektor, šminka, lak za nokte, puder, maskara. Među svim ovim proizvodima za šminku MAK takođe prodaje parfeme, četke za šminku i proizvode za negu kože. 8. juna 2011. godine kompanija Varner Braća objavila je da će se fiktivna junakinja DK stripova, Čudesna žena pridružiti MAK Kozmetici kako bi kreirala novu kolekciju šminke Čudesna žena koja će biti dostupna u MAK trgovinama u Sjedinjenim Državama. kolekcija će uključivati rumenilo, senke, olovke za oči, sjajilo za usne, ruž za usne, maskara, lak za nokte i šminku za šminku. 2011. godine, MAK Kozmetika je sarađivao sa Niki Minaž kako bi kreirao liniju ruža za usne pod nazivom "Pink za petak", ruževi su postali najprodavaniji ruževi koje je izdao bilo koji umetnik u istoriji MAK-a, novac je doniran fondaciji protiv AIDS-a. Većina MAK proizvoda je bez ulja. Neki MAK proizvodi sadrže prirodna ulja koja deluju kao emolijensi (na primer: ulje narandže). U septembru 2017. Niki Minaž je ponovo sarađivala sa MAK-om kako bi kreirala još jednu liniju limitiranih izdanja "PinkPrint" i "NikiNude" u društvu drugih ruža za usne. Rokovi za ograničeno izdanje su rasprodani 7 sati nakon lansiranja i 8 sati nakon ponovnog lansiranja u Velikoj Britaniji, u Meksiku su rasprodali u roku od pola sata od lansiranja. U Rusiji, Italiji, Tajlandu i Japanu rasprodali su se u roku od nekoliko sati.

## MAK PRO
Program za članstvo u MAK-u je plaćeno članstvo u programu profesionalci za šminkanje (vizažisti, estetičari, kozmetičari, frizeri, modni stilisti, manikiristi, kostimografi, modeli, vazdušni talent / izvođači i fotografi). MAK Pro članstvo omogućava profesionalnu šminku za gledanje na MAK, za više od jednostavnog proizvoda potrebama.
Program nudi ekskluzivne ponude koje uključuju najviši nivo umetničkih usluga, jedinstvena obrazovna iskustva i najopsežniji izbor profesionalne šminke.
Program nudi profesionalnoj šminki direktnu vezu sa svetom, kao i mnoge pogodnosti koje isključuju članove.

### Prednosti članstva

#### Popust proizvoda
Predstavite svoju člansku karticu u prodavnicama i odaberite partnerske prodavnice širom sveta da biste dobili popust na proizvode, uključujući Pro proizvode. Popust možete koristiti i online na .

#### Događaji samo za članove MAK PRO
Majstorski časovi: integralni u filozofiji MAK kulture, inspirativni master časovi podstiču rast zajednice umetnika. Poboljšajte i izgradite veštine.

#### Pro za pro
Dijalog sa MAK Pro višim umetnicima u informativnoj i neformalnoj atmosferi. Uživajte u koktelima i predjelima, družite se sa vizažistima, frizerima i povežite se sa agentima, modelima i izvođačima koji čine vašu zajednicu oznakom.

#### Privilegije industrije
MAK Pro članstvo vam pruža posebne Pro-samo privilegije. Posebne ponude i popusti na pretplate, klase i drugo. Bez obzira na to da li ste na snimanju ili se pripremate za pozornicu, MAK Pro pomaže u održavanju vašeg pribora sa neophodnim nijansama, formulama i alatima za svaku industriju.

## MAK AIDS FUND
MAK AIDS Fund je osnovan 1994. godine kako bi se podržali muškarci, žene i deca pogođeni HIV / AIDS-om na globalnoj razdaljini rešavanjem veze između siromaštva i HIV / AIDS-a. Prema MAK Kozmetici, fund je prikupio preko 400 miliona dolara kroz prodaju MAK-ovih Viva Glam ruža za usne i sjajeva, donirajući 100% prodajne cene za borbu protiv HIV / AIDS-a. Linija proizvoda Viva Glam je najprodavaniji brend MAK Kozmetike. MAK je sarađivao sa mnogim poznatim ličnostima za svoju Viva Glam liniju, na ograničenim izdanjima za usne i ruževima za podršku Mak AIDS fundu. Svake godine MAK bira novog glasnogovornika za Viva Glam. Prvi je bio dreg kuin Rupol 1994. godine. Rupolov Viva Glam ruž je bio prvi proizvod koji je reklamirao MAK Kozmetika.

## MAK Ljubavnik
MAK Ljubavnik je program lojalnosti potrošača, kult ljubitelja šminke za ljubavnika, posvećen i posve opsednut. Program je dostupan pojedincima koji su zakoniti stanovnici Sjedinjenih Država (uključujući njegove teritorije i imovinu) i najmanje 13 godina ili stariji koji pružaju i održavaju važeću adresu e-pošte. Pojedinci koji su u dobi od 13 godina i punoletni u državi svog prebivališta moraju dobiti pristanak roditelja ili zakonskog staratelja da se pridruže programu.
Program lojalnosti MAK ima tri nivoa -Ljubavnik, Posvećen i Obsednut. Za godinu u kojoj se upisuje u program, nivoi se zasnivaju na kalendarskoj potrošnji na kvalifikujuće proizvode i usluge, počevši od prvog datuma nakon upisa na koji se izvršava kvalifikovanu kupovinu koristeći identifikacioni broj za program i završavate na 31. decembra te kalendarske godine. Nakon prve godine, nivoi se baziraju na kalendarskoj godini (od 1. januara do 31. decembra). Status u određenom nivou je dobar za kalendarsku godinu u kojoj su se kvalifikovali za taj nivo i sledeću punu kalendarsku godinu (od 1. januara do 31. decembra). Nakon toga mora potrošiti dovoljno novca na kvalifikovanu kupovinu da bi se kvalificirali za tu razinu svake godine. Što više kupovine, više privlačnih privilegija se zarađuje i više penjanja u tri elitne razine.

## Društvene odgovornosti
Pored MAK AIDS Funda, MAK takođe doprinosi drugim društvenim inicijativama kao što je inicijativa da se kozmetika na testira na životinjama, apsolutno odbijajući da eksperimentiše sa životinjama i garantuje da svaki od njegovih proizvoda nikada nije testiran ili stvoren eksperimentisanjem sa životinjama. (mada je istina da je MAK jedan od brendova koji pripadaju kompanijama Este Louder i ovaj naprotiv testira svoje proizvode na životinjama), ali je nedavno promenio svoju politiku rekavši da ne testira na životinjama ili kupuje proizvode od trećih strana da testiraju, osim u slučajevima u kojima zakon to zahteva, jer smatra da treba komercijalizovati u Kini, gde je obavezno testiranje na životinjama za koje ga je PETA uklonila sa svojih lista "bez okrutnosti" .
MAK je program u kojem daje ruž (bilo koji dostupan za prodaju, po izboru potrošača, osim onih koji pripadaju kolekciji Viva Glam) svima koji isporučuju 6 praznih kontejnera MAK proizvoda u bilo kojoj trgovini ili prodajnom mestu, recikliranjem tih kontejnera, proizvedenih sa najmanje štetnim materijalima mogućim za prirodu i promoviranjem recikliranja što je olakšanje za okolinu.
Deca koja pomažu deci, to je program u kojem prodaje seriju ekskluzivnih dizajnerskih božićnih čestitki, koje su napravila deca, a čija se ukupna korist koristi za pomoć deci koja pate od AIDS-a.

## Saradnja
Prvih godina njenog nastanka, kompanija nije reklamirala, dovoljno od reči do usta da razvije promet. Danas se brend sa "upscale1" pozicioniranjem ističe u svojim reklamama koristeći slike međunarodnih zvezda kao što su Sindi Loper, Lejdi Gaga, Majli Sajrus, Niki Minaž, Riki Martin, Rijana. Ali može biti i manje poznata ličnost poput Rupol, Iris Apel, Sindi Šerman ili bodibuilder Jelena Abu.
Pored toga, redovno MAK emituje ograničene tematske zbirke kao i Dita von Tise 2001. godine, Barbi sledeće godine, Emanuel Ungaro ili Fafi 2008. godine, Helo Kiti godinu dana kasnije, Rodarte ili perfidni likovi Dizni u 2010, sa Čudesnom ženom  u 2016. godini, zatim kolekcija u čast Antonio Lopez sa zvezdama iz 1970-ih Pet Kleveland , Marisa Berenson i Džeri Hal.
U aprilu 2018, MAK i Puma se udružuju da pokrenu kolekciju kapsula koja omogućava klijentima da podešavaju svoje patike sa svojim ružem za usne.